# Kin Yamei
Kin Yamei (chinois : 金韻梅, 1864 en Chine - 4 mars 1934) également connue sous le nom de Chin Ya-mei ou Jin Yunmei, ou anglicisé sous le nom de Y. May King — Kin étant son nom de famille et Yamei son prénom —, née en Chine et élevé aux États-Unis, est devenue médecin, administratrice d'hôpital, éducatrice et experte en nutrition. On lui attribue l'introduction du tofu au département de l'Agriculture des États-Unis (USDA) pendant la Première Guerre mondiale.

## Biographie

### Enfance et jeunesse
Kin Yamei naît en 1864 à Ningbo, en Chine. Son père, le révérend Kying Ling-yiu (Chin Ding-yu), et sa mère sont des chrétiens convertis. À deux ans, elle devient orpheline de ses deux parents pendant une épidémie de choléra ; elle est adoptée par les missionnaires américains Divie Bethune McCartee et Juana M. Knight McCartee. La famille passe plusieurs années entre Chine et Japon, puis aux États-Unis ; le père adoptif travaille pendant une période comme enseignant de sciences naturelles à l'université de Tokyo. Les parents de Yamei Kin l'encouragent à utiliser son prénom d'origine et à apprendre le chinois aussi bien que l'anglais ; elle a également appris à parler japonais et français. Yamei Kin étudie les classiques chinois, mais bénéficie des enseignements de son père, qui a remarqué ses dons pour les sciences.
Après quelques cours préparatoires, elle entre à 16 ans au Women's Medical College (en) de New-York, fondé par le médecin Elizabeth Blackwell, où elle obtient son diplôme en tête de classe en 1885,,,. Elle devient ainsi la première femme chinoise à recevoir un diplôme de médecine aux États-Unis,. Le consul chinois assiste à la cérémonie de remise des diplômes pour pouvoir témoigner de sa réussite. Elle poursuit ses études à Philadelphie et à Washington, DC. Elle a également acquis des compétences en photographie et a publié un article de journal sur la photo-micrographie médicale pendant ses études de médecine,.
En 1887, elle voyage en Chine, à Amoy (devenu ultérieurement Xiamen), en tant que missionnaire pour l’Église réformée américaine ; elle n'y travaille qu'un an puis retrouve ses parents adoptifs à Kobe, au Japon.

### Carrière

Kin Yamei, d'après une publication de 1905.

De 1890 à 1894, elle dirige un hôpital pour femmes et enfants à Kobe, au Japon, où elle reste pendant qu'elle se remet du paludisme. Après son mariage en 1894, elle s'installe à Hawaï en 1896 et y demande une licence médicale. En 1897, elle voyage en Californie afin d'obtenir du soutien pour le travail de missionnaire tourné vers les femmes chinoises. En 1902, sa famille et elle s'installent à San Francisco. Elle y publie un article sur le quartier chinois d'Honolulu dans le magazine américain Overland Monthly (1902) — elle débute ainsi un nouveau rôle de vulgarisatrice de la culture Orientale auprès des Américains. Entrée peu après dans la haute société américaine, elle devient chaperon de trois jeunes femmes au Japon. Dès 1903, elle donne aux États-Unis des conférences sur la culture extrême-orientale.
Elle devient directrice d'un hôpital pour femmes et d'un programme de formation d'infirmières à Tientsin, en Chine. Elle a également fondé la Northern Medical School for Women à Zhili, en Chine, en 1907 (et est devenue directrice de l'Imperial Peiyang Women’s Medical School and Hospital à Tianjin). À partir de 1911, elle accompagne pour leur formation des étudiantes infirmières chinoises jusqu'aux États-Unis.
Elle donne également des conférences aux États-Unis sur la culture chinoise, les femmes et la médecine, y compris un discours à la Los Angeles Medical Association et un discours au Carnegie Hall.
Elle passe la Première Guerre mondiale aux États-Unis, travaillant avec le département de l'Agriculture des États-Unis (USDA) sur les utilisations nutritionnelles et autres du soja et présentant le tofu — aliment issu de la transformation du soja — aux scientifiques américains spécialistes de l'alimentation,. Elle étudie notamment le soja en tant qu'alternative à la viande — pour ses protéines — et ses transformations en de multiples produits pour l'alimentation. Dès 1917, Yamei Kin est célèbre dans la presse américaine, notamment pour son voyage en Chine afin d'explorer les différentes utilisations culinaires du tofu pour le compte du gouvernement des États-Unis,.
Vivant aux États-Unis en 1920, elle y perd sa mère adoptive ; après cela, elle retourne et s'installe en Chine définitivement.

### Engagements
Elle contribue à une conférence internationale sur la paix en 1904, à New York.

### Vie privée
Yamei Kin épouse Hippolytus Laesola Amador Eça da Silva en 1894 au Japon. Hippolytus Eça da Silva est un marchand et interprète né à Hong Kong (ou un musicien portugais né à Macao). Ils emménagent à Hawaï en 1896 ; ils divorcent en 1904,,. Ils ont auparavant eu un fils, Alexander, né en 1895 à Honolulu, à Hawaï ; celui-ci meurt en 1918 en tant que soldat américain pendant la Première Guerre mondiale,, en France, et est enterré au cimetière national d'Arlington, sous le nom « Alexander A. Kin ».
Yamei Kin voyage entre les continents asiatique et américain sa vie durant.

### Mort
Yamei Kin passe ses dernières années près de Pékin, en Chine, et meurt d'une pneumonie en 1934, âgée de 70 ans.

## Travaux sur le soja
Elle est une précurseure de l'entrée du soja aux États-Unis.
Les recherches de Yamei Kin sur le soja ne mènent pas à une grande utilisation de celui-ci aux États-Unis ; un intérêt pour la plante et ses dérivés alimentaires sera de nouveau d'actualité durant la Seconde Guerre mondiale, mais ils ne prendront vraiment une place dans l'alimentation américaine et dans ses cultures vivrières qu'à partir des années 1960 et 1970 avec la contre-culture.

## Articles
Elle publie un article sur le quartier chinois d'Honolulu dans le magazine américain Overland Monthly (1902), puis un article sur le soja dans le New-York Tribune (1904).

## Hommages
Yamei Kin est l'une des femmes mises en avant sur le site Web Overlooked créé par le New York Times en 2018,.